# Основна артерія
Основна артерія (лат. arteria basilaris)  - одна з артерій, яка постачає кров до мозку.
Дві хребетні артерії разом із основною артерією іноді прийнято називати вертебробазилярною системою. Вона постачає кров до задньої частини вілізієвого кола. Передня частина вілізієвого кола живиться кров'ю з внутрішніх сонних артерій.

## Будова
Основна артерія утворюється внаслідок злиття двох хребетних артерій у місці з'єднання довгастого мозку та мосту в проміжку між відвідними черепними нервами (VI пара черепно-мозкових нервів або ЧН VI). 
Артерія має висхідний напрямок і пролягає, в основному, в базилярній борозні вентральної поверхні мосту. В подальшому ході розділяється  на задні мозкові артерії на стику середнього мозку і мосту.
Гілки основної артерії від каудального до рострального краю:
- передня нижня мозочкова артерія
- лабіринтна артерія (<15% людей, зазвичай лабіринтна артерія відходить від передньої нижньої мозочкової артерії)
- Артерії мосту (понтінні артерії)
- верхня мозочкова артерія

## Клінічна значимість
Інсульт базилярної артерії класично призводить до синдрому "замкненої людини" (англ. locked-in syndrome) або ж сииндрому деаферентації. Інша назва - "синдром псевдокоми" .

## Додаткові зображення

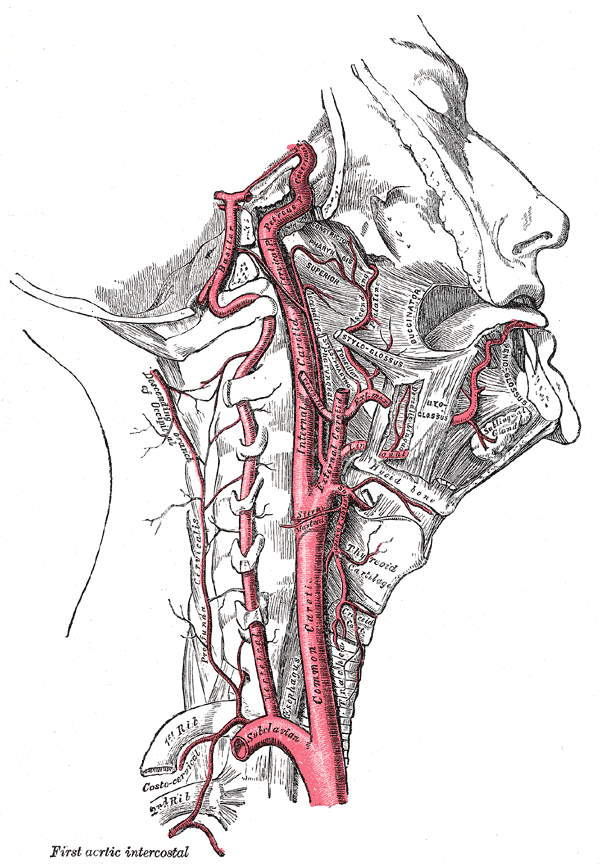
Внутрішні сонні та хребетні артерії (вигляд праворуч)
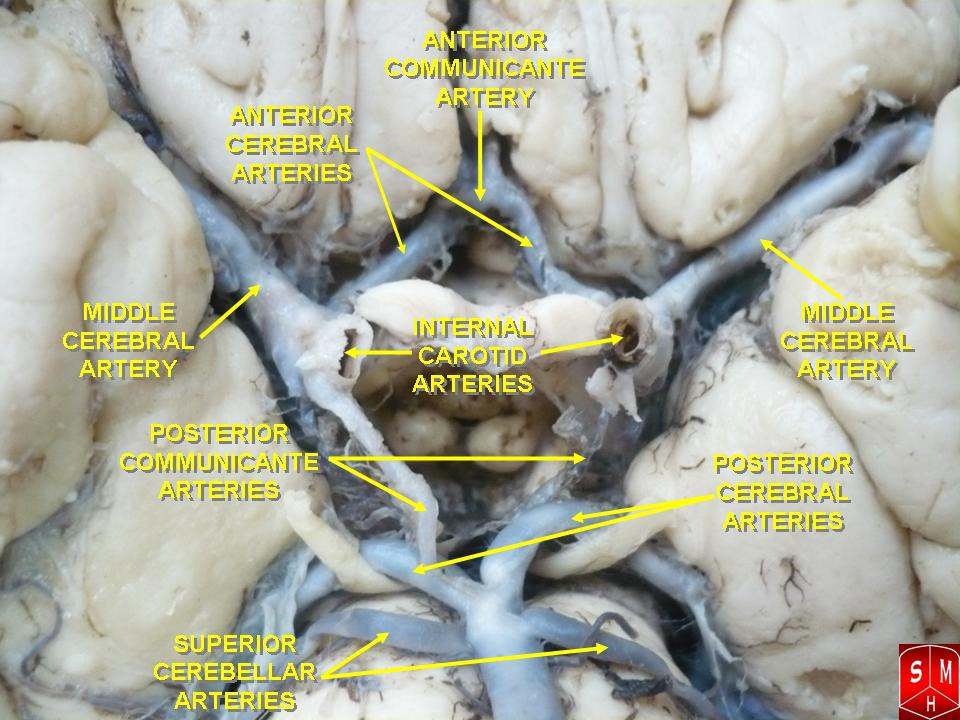
Основна артерія на препараті
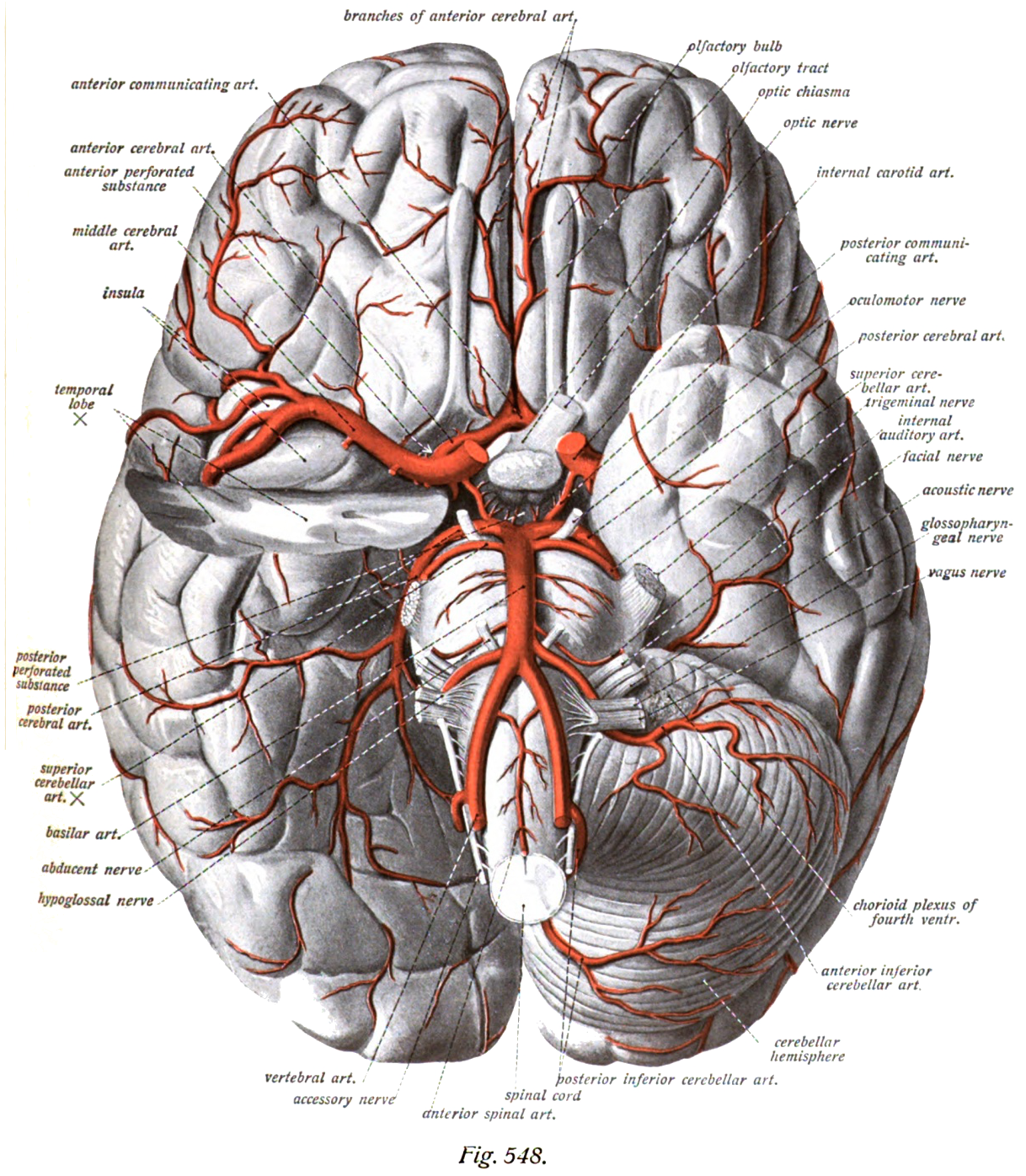
Артерії основи мозку. Вигляд знизу. Основна артерія позначена нижче центру. Скронева частка головного мозку та півкуля мозочка видалені з правого боку.

## зовнішні посилання
- Базилярна артерія на neuroangio.org
- Anatomy photo:28:09-0204  - "Черепні ямки: артерії, нижня поверхня мозку"
- Кровопостачання на neuropat.dote.hu
- Anatomy diagram: 13048.000-1. Roche Lexicon - illustrated navigator. Elsevier. Архів оригіналу за 1 січня 2014.
- Anatomy diagram: 13048.000-3. Roche Lexicon - illustrated navigator. Elsevier. Архів оригіналу за 1 січня 2014.